# Plataforma Andaluza-Foro Ciudadano
Plataforma Andaluza-Foro Ciudadano es una coalición de partidos independientes de ámbito municipal que se presentó a las Elecciones al Parlamento de Andalucía de 2012 liderada por el Foro Ciudano de Jerez, la formación política de Pedro Pacheco.
Inicialmente trataba de reunir partidos independientes de todas las provincias de Andalucía, aunque finalmente se formó con 12 partidos de la provincia de Cádiz, presentándose únicamente en esta. Plataforma Andaluza tenía el objetivo de obtener al menos un diputado en el Parlamento de Andalucía, ya que a pesar de solo presentarse en Cádiz, los partidos que formaban la coalición habían obtenido unos 70.000 votos en las elecciones municipales de 2011.
Desde su presentación, la coalición recibió críticas desde el Partido Socialista de Andalucía y el Partido Andalucista, ambos de tendencia andalucista. Poco antes de las elecciones, Pedro Pacheco fue denunciado por la Fiscalía Anticorrupción por unas presuntas gestiones irregulares realizadas durante su alcaldía de Jerez de la Frontera cuando estaba en el PA, lo que el partido político tildó de "estrategia" para provocar el fracaso de la coalición.
Finalmente, Plataforma Andaluza-Foro Ciudadanos solo logró 1630 votos, perdiendo la mayor parte de los votantes que votaron a los respectivos partidos en las municipales.

### Coaliciones que ha integrado
En Elecciones al Parlamento de Andalucía de 2022 y Elecciones municipales de 2023 en Andalucía se presentan dentro de la candidatura: Andaluces Levantaos (Andalucía Por Sí, Convergencia Andaluza, Andalucía Entre Todos, Ganemos Chiclana, Andalucistas Linenses, Cádiz Sí, Los Barrios 100×100, Foro de Montellano, Plataforma Andaluza-Foro Ciudadano, Juventudes Andalucistas)

#### Elecciones al Parlamento Europeo de 2024 (España)
No se presentan y piden el voto para Sumar (coalición).